# Dolichopus turanicus
Dolichopus turanicus är en tvåvingeart som beskrevs av Stackelberg 1933. Dolichopus turanicus ingår i släktet Dolichopus och familjen styltflugor. Inga underarter finns listade i Catalogue of Life.